# Adam Graves
Adam Scott Graves (* 12. April 1968 in Toronto, Ontario) ist ein ehemaliger kanadischer Eishockeyspieler, der im Verlauf seiner aktiven Karriere zwischen 1985 und 2003 unter anderem 1277 Spiele für die Detroit Red Wings, Edmonton Oilers, New York Rangers und San Jose Sharks in der National Hockey League auf der Position des linken Flügelstürmers bestritten hat. Graves, der während seiner Zeit in der NHL zahlreiche individuelle Auszeichnungen erhielt, gewann in den Jahren 1990 mit den Edmonton Oilers und 1994 mit den New York Rangers den Stanley Cup.

## Karriere
Als Junior spielte er für die Windsor Spitfires in der Ontario Hockey League. Im NHL Entry Draft 1986 holten die Detroit Red Wings den Power-Forward in der zweiten Runde als 22. Während seines letzten Jahres in Windsor spielte er auch für Kanada bei der Junioren-WM. Zum Ende dieses Jahres holten die Red Wings ihn auch für neun Spiele in die NHL.
In der Saison 1988/89 spielte Graves meist in Detroit, tat sich aber mit dem Niveau der NHL noch schwer und wurde daher auch immer wieder in der American Hockey League bei den Adirondack Red Wings eingesetzt. Nach 13 Spielen in der Saison 1989/90 wurde er gemeinsam u. a. mit Joe Murphy für einige Spieler rund um Jimmy Carson an die Edmonton Oilers abgegeben. Auch dort tat er sich schwer und brachte es in 63 Spielen nur auf 21 Punkten. Zusammen mit Murphy und Martin Gélinas spielte er dort in der Oilers-„Kid Line“ die in den Playoffs Akzente setzen konnte und mithalf auch nach Wayne Gretzkys Weggang noch einmal den Stanley Cup nach Edmonton zu holen.
Erst nach seinem Wechsel zu den New York Rangers zur Saison 1991/92 schaffte ert tatsächlich den Durchbruch. Hier durfte er wieder in einer ähnlichen Rolle spielen wie bei seinem Juniorteam. Nach zwei Jahren mit über 25 Toren stellte er in der Saison 1993/94 mit 52 Toren einen Team-Rekord auf, der erst 2006 von Jaromír Jágr übertroffen wurde. In dieser Saison konnte er, wie schon in Edmonton mit Kapitän Mark Messier, seinen zweiten Stanley Cup gewinnen. Er wurde in dieser Saison auch in das NHL All-Star Game gewählt. Noch fünfmal übertraf er die 20 Tore Marke in seiner Zeit bis 2001 bei den Rangers.
Ab der Saison 2001/02 war er noch für zwei Spielzeiten für die San Jose Sharks aktiv. Nach einem Jahr ohne Team gab er offiziell im April 2004 seinen Rücktritt bekannt.
Am 3. Februar 2009 wurde er vor dem Heimspiel der New York Rangers gegen die Atlanta Thrashers in einer bewegenden Zeremonie geehrt. Sein Trikot mit der Nummer 9 wurde unter das Dach des Madison Square Garden gehängt. Die Nummer 9 wird von den New York Rangers in Zukunft nicht mehr vergeben.

## Erfolge und Auszeichnungen
| - 1988 J.-Ross-Robertson-Cup-Gewinn mit den Windsor Spitfires - 1989 Calder-Cup-Gewinn mit den Adirondack Red Wings - 1990 Stanley-Cup-Gewinn mit den Edmonton Oilers - 1994 Teilnahme am NHL All-Star Game - 1994 Stanley-Cup-Gewinn mit den New York Rangers | - 1994 King Clancy Memorial Trophy - 1994 NHL Second All-Star Team - 2000 NHL Foundation Player Award - 2001 Bill Masterton Memorial Trophy |

### International
- 1988 Goldmedaille bei der U20-Junioren-Weltmeisterschaft
- 1996 Zweiter Platz beim World Cup of Hockey

## Karrierestatistik

### International
Vertrat Kanada bei:
- Junioren-Weltmeisterschaft 1988
- Weltmeisterschaft 1993
- World Cup of Hockey 1996
- Weltmeisterschaft 1999

(Legende zur Spielerstatistik: Sp oder GP = absolvierte Spiele; T oder G = erzielte Tore; V oder A = erzielte Assists; Pkt oder Pts = erzielte Scorerpunkte; SM oder PIM = erhaltene Strafminuten; +/− = Plus/Minus-Bilanz; PP = erzielte Überzahltore; SH = erzielte Unterzahltore; GW = erzielte Siegtore; 1 Play-downs/Relegation; Kursiv: Statistik nicht vollständig)